# Andrij Pyschnyj

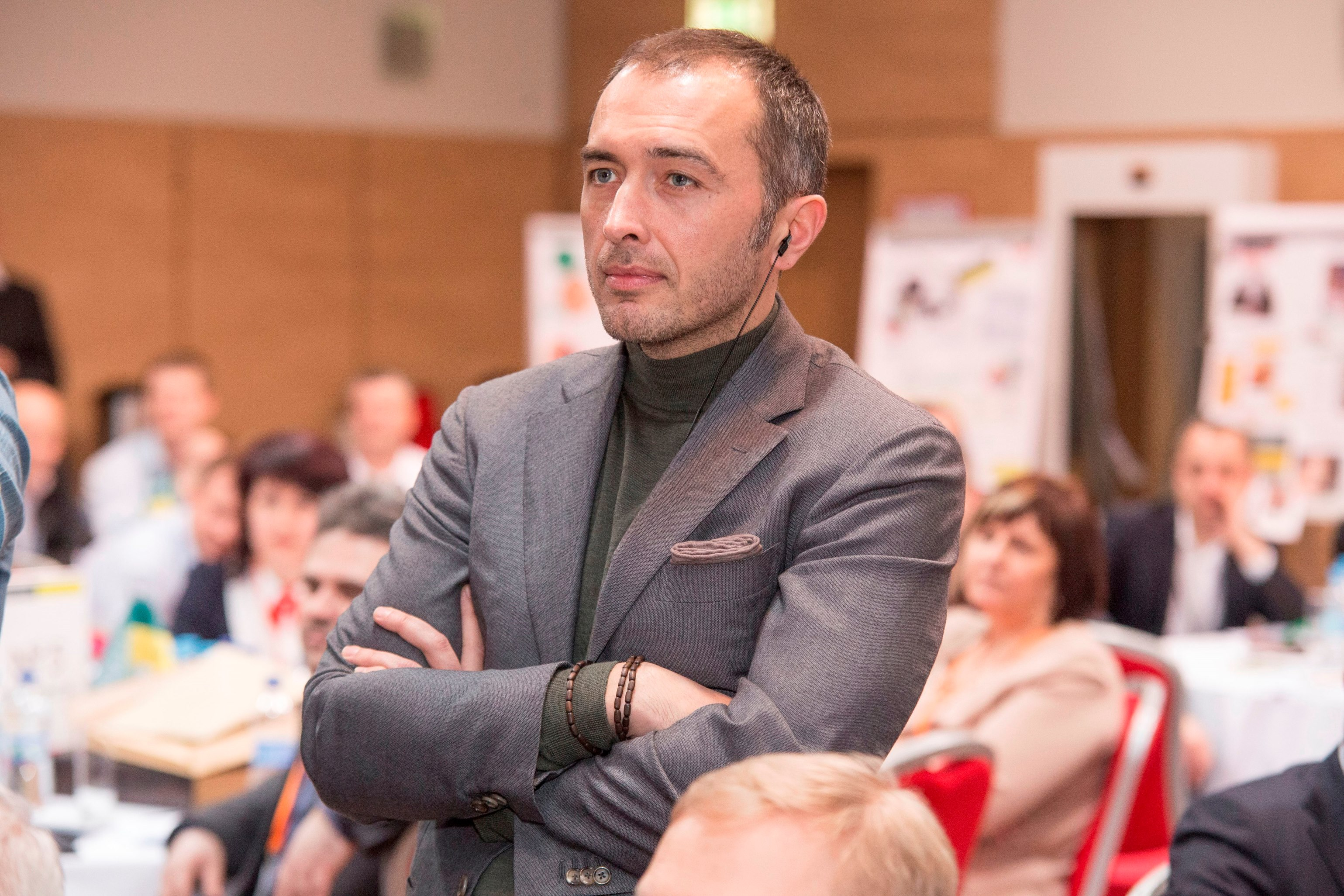
Andrij Pyschnyj (2016)

Andrij Hryhorowytsch Pyschnyj (ukrainisch Андрій Григорович Пишний; * 26. Oktober 1974 in Dobrowody, Bezirk Zbaraż, Ukrainische SSR) ist Präsident der Nationalbank der Ukraine.

## Leben
1996 schloss er sein Rechtswissenschaftsstudium an der Nationale Jurij-Fedkowytsch-Universität Czernowitz ab und arbeitet anschließend an der Hochschule als Dozent und Assistent am Fachbereich für Verfassungs-, Verwaltungs- und Finanzrecht. Im Jahr 2000 begann er bei der Staatlichen Sparbank der Ukraine als Leiter der Rechtsabteilung. 2003 bis 2007 war er stellvertretender Vorsitzender der Bank und schloss zugleich 2005 ein Studium an der Ukrainische Bankakademie der ukrainischen Nationalbank ab. Er dissertierte über den Rechtsstatus der Staatsbanken der Ukraine und erhielt den Grad Wissenschaftskandidat (Кандидат наук).
Im Mai 2007 wurde er stellvertretender Sekretär des Nationalen Sicherheits- und Verteidigungsrat der Ukraine. Per Dekret des ukrainischen Präsidenten Wiktor Juschtschenko wurde er am 25. Juni 2009 dieser Position enthoben.
Bei der Parlamentswahl 2012 wurde er für die Partei Front der Veränderung (Фронту змін) über die Liste der Allukrainischen Vereinigung „Vaterland“ ins Ukrainische Parlament gewählt. Nachdem das Parlament 2014 vorgezogen neu gewählt worden war, wurde er am 19. März 2014 Vorstandsvorsitzender der Staatlichen Sparbank der Ukraine. In der Zeit, direkt nach dem Beginn des Russisch-Ukrainischen Kriegs mit der Annexion der Krim durch Russland kam es zu massiven Geldabflüssen durch Einleger. Die Situation beruhigte sich und unter Andrij Pyschnyj kam es zu einem Umbau der staatlichen Bank zu einer moderneren serviceorientiertem Kreditinstitut. Zum 2. November 2020 entließ ihn der Aufsichtsrat aus der Position und bestimmte Serhij Naumow zu seinem Nachfolger.
Am 7. Oktober 2022 wurde Andrij Pyschnyj vom Ukrainischen Parlament zum Leiter der Nationalbank ernannt. Er ist Nachfolger von Kyrylo Schewtschenko.
Andrij Pyschnyj ist verheiratet und hat zwei Töchter. Er hat 2009 teilweise sein Gehör verloren und setzt sich seitdem für Menschen mit Hörbehinderungen ein.